# 免費素食主義
免费素食主义（英語：Freeganism，又譯飞根主义）是一种反消費主義生活方式，指通过消费已经或将要被其他人（如超级市场）扔掉的食物的方法来使人对环境的影响最小化的行为习惯。如果食物的来源不是免费的，这些环境保护主义者只食用素食。

## 词语释意
免费素食者的英文是Freegan。这个词来源于“免费”（free）和“纯素食者”（vegan），尽管不是所有的免费素食者都是纯素食者，但是纯素食主义的道德价值观与免费素食者相同。
免费素食主义运动始于1990年代中期，是反全球化运动和环保运动的产物。免费素食主义运动的源头可以追溯到1960年代美国舊金山的无政府主义街头剧院；在那里，嬉皮士们免费派发救济餐。
有些人使用该词来描述某人只吃免费（如通过垃圾箱或赠送而获得）食物的生活方式，因此这个词有时会被当贬义词使用，指一个靠揩油过日子的穷人。

## 行为
一个免费素食主义者可能会向零售商索要那些将要扔掉的食物，或者从翻垃圾箱获得食物。这样免费素食主义者就没有对生产过程中使用的原料和能量资源产生额外经济和精神负担。因为当钱与商品交换时，商品已经退出了生产消費循環。
在许多发达国家，消费者的质量要求和卫生标准相当之高，很多食物在「最佳食用日期」之后很长一段时间内仍适合食用。在温带气候的秋天和春天，垃圾箱保持着电冰箱的温度时，是實行免费素食主义的最好時間。
尽管免费素食主义者通常崇尚素食主义或纯素食主义理念，但因为实用、道德、哲学或扔掉的肉类比蔬菜变质更快等原因，免费素食主义自身并不意味某人尊循一个确定的素食主义饮食行为。
免费素食主义也被用来描述那些仅为素食付费，但如果可以免费得到也吃非素食。不像前面提到的，这些人不是必须吃那些已经扔掉的食物。而是他们宁可吃那些提供给他们的非素食的食物，否则这些食物将被扔掉。

## 批评
纯素食者经常争辩，许多自称免费素食者的人並不严格遵循仅吃那些会被浪费的动物产品。违反免费素食主义原则的可能范围包括从朋友处免费得到食物，甚至因为價格便宜而購买非素食食物。因此，纯素食主义评论家争论「免费素食主义」对很多人来讲更多的是一个标签或借口，而不是实际遵循的饮食原则。一些免费素食主义反驳此评论，也有很多自称纯素食主义者的人并不细心的遵从他们的食物原则。

## 參閲
- 素食主义
- 纯素食主义
- 半素食主义
- 反消費主義
- 反全球化运动
- 時代精神運動
- 环境保护主义
- 环保运动